# Parafilia
La parafilia (dal greco para παρά = "presso", "accanto", "oltre" e filia φιλία = "amore", "affinità"), in ambito psichiatrico, psicologico e sessuologico, si riferisce a qualsiasi intenso e persistente interesse sessuale diverso da quello per la stimolazione genitale, o i preliminari sessuali, con partner umani fenotipicamente "normali", fisicamente maturi e consenzienti.
A differenza dei disturbi parafilici, le parafilie sono preferenze sessuali non patologiche.
Le parafilie sono state l'argomento centrale della sessuologia ottocentesca, il cui massimo esponente è stato Richard von Krafft-Ebing con il suo famoso trattato Psychopathia sexualis. L'autore, all'interno dell'elaborato, analizza con precisione tutte quelle situazioni che allora venivano definite "perversioni sessuali".

## Descrizione
La quinta edizione del Diagnostic and Statistical Manual of Mental Disorders, a cura della American Psychiatric Association del 2013, ha introdotto un importante cambiamento nel tema, facendo luce su quelle che venivano definite perversioni dovute a degenerazioni cerebrali. Oggi l'attuale classificazione della quinta edizione del DSM distingue le parafilie dal disturbo parafilico.
Da qui vengono considerate parafilie tutti quei comportamenti sessuali atipici per i quali il soggetto sente una forte e persistente eccitazione erotico-sessuale. Tale condizione erotica è vissuta in perfetta egosintonia. Quando il comportamento parafilico diventa invece una forma di dipendenza e il soggetto accusa un certo disagio interpersonale (egodistonia), allora è utile introdurre il concetto di disturbo parafilico. Il disturbo parafilico è quindi una parafilia, ma il soggetto, oltre ad avere un intenso e persistente interesse sessuale per particolari attività erotico-sessuali, vive l'esperienza e i vissuti parafilici con disagio, tanto da arrecare danni a sé stesso e/o agli altri.

## Classificazione
Le parafilie possono essere classificate in base all' "atto" che sostituiscono o all' "oggetto" verso cui si indirizzano. Un'ulteriore suddivisione riguarda il canale sensoriale che viene sollecitato.
- Nella parte dell'atto vi è una sostituzione del coito o dell'attività sessuale, con pratiche di altro tipo.
- Nella parte d'oggetto vi è una surrogazione dell'oggetto normativo o uno spostamento della meta:
  - l'oggetto normativo è costituito dal partner sessuale (eterosessuale od omosessuale).
  - la meta è rappresentata dal raggiungimento del piacere sessuale (orgasmo).
- I canali sensoriali implicati nelle parafilie[4]:
  - canale visivo, l'eccitazione sessuale viene ricercata nell'esibizione del corpo o parti di esso (esibizionismo), nell'osservazione di altri soggetti impegnati in attività sessuali (voyeurismo, mixoscopia) o di funzioni corporee fisiologiche (coprofilia, urofilia);
  - canale acustico/verbale, l'eccitazione è ottenuta mediante la pratica del turpiloquio, l'ascolto o il pronunciamento di parole scurrili o volgari attinenti alla sessualità (scatologia telefonica, coprolalia, pornolalia, mixacusi);
  - canale olfattivo, esistono collegamenti neurofisiologici tra l'organo vomero-nasale e determinate aree del cervello, come il sistema limbico (emozionale) e il nucleo BNST (nucleo della stria terminale); l'eccitazione sessuale è data dalla percezione di odori, anche sgradevoli, come l'urina, le feci, le flatulenze (flatulofilia), il sudore (ospressiofilia), ciò può essere connesso ai feromoni escreti con queste sostanze;
  - canale gustativo, l'eccitazione sessuale è perseguita tramite l'ingestione/irrorazione di escrezioni corporee (coprofagia, spermatofagia, pissing);
  - canale tattile, il piacere sessuale è dato dalla pratica di attività corporee inusuali: stuffing (penetrazione con oggetti), percossofilia, spanking (sculacciare con violenza), clismafilia (pratica del clistere), nasofilia, rinolagnia, uretrolagnia (stimolazione di parti del corpo non classicamente erogene, come le narici o l'uretra).

## Disturbi parafilici

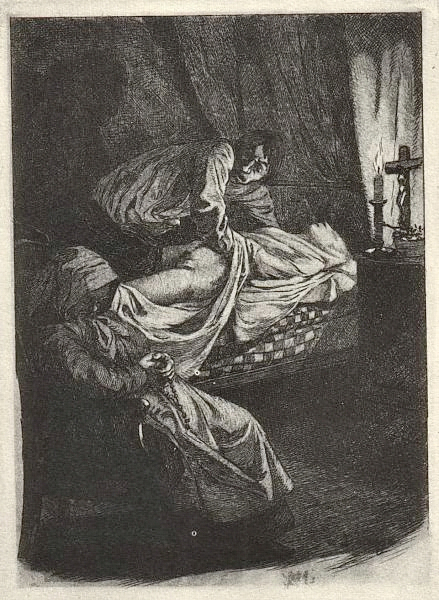
Illustrazione di Martin van Maële raffigurante un atto di necrofilia

All'interno del DSM-5, sono presi in considerazione i seguenti disturbi parafilici:
- Disturbo voyeuristico;
- Disturbo esibizionistico;
- Disturbo frotteuristico;
- Disturbo da masochismo sessuale;
- Disturbo da sadismo sessuale;
- Disturbo pedofilico;
- Disturbo feticistico;
- Disturbo da travestimento;
- Disturbo parafilico con altra specificazione: disturbi parafilici che non rientrano nei criteri dei disturbi precedentemente descritti e che vengono specificati dal clinico. Esempi di tali manifestazioni comprendono, ma non si limitano a, eccitazione sessuale ricorrente e intensa che causi disagio o compromissione di aree importanti dell'individuo, derivante da:
  - scatologia telefonica (telefonate oscene);
  - necrofilia (cadaveri);
  - zoofilia (animali);
  - coprofilia (feci);
  - clismafilia (clisteri);
  - urofilia (urine);
- Disturbo parafilico senza specificazione: disturbi parafilici che non rientrano nei criteri dei disturbi precedentemente descritti e che presentano manifestazioni che non permettono una diagnosi più specifica.[1][2]

## Evoluzione del concetto e delle definizioni
Nel 1974 l'omosessualità viene cancellata dal Manuale Diagnostico e Statistico dei Disturbi Mentali (DSM) pubblicato dall'American Psychiatric Association (APA). Nella prima versione del 1952 risultava ancora una condizione psicopatologica tra i "Disturbi sociopatici di personalità". Nel 1968 era considerata una deviazione sessuale, come la pedofilia, catalogata tra i "Disturbi mentali non psicotici". E ancora nel 1974 sui testi scientifici si parlava di "omosessualità egodistonica", ovvero quella condizione in cui una persona omosessuale non accetta il proprio orientamento sessuale e non lo vive con serenità. Questa teoria verrà superata nel 1987 per arrivare poi appunto al 1990, quando anche l'Organizzazione Mondiale della Salute (OMS) decide di depennare l'omosessualità dall'elenco delle malattie mentali.
Ray Blanchard, un sessuologo americano-canadese noto per i suoi studi di ricerca sulla pedofilia (attrazione su minori sotto gli 11 anni di età) e l'ebefilia (attrazione su minori tra gli 11 e i 14 anni di età), ha affrontato (nella sua revisione della letteratura per il DSM-5) le obiezioni all'eccessiva inclusività e alla sottoinclusività del DSM-IV-TR, e ha proposto una soluzione generale applicabile a tutte le parafilie. Ciò significava cioè una distinzione tra parafilia e disturbo parafilico. Quest'ultimo termine è proposto per identificare il disturbo mentale diagnosticabile che soddisfa i criteri A e B, mentre un individuo che non soddisfa il criterio B può essere accertato ma non diagnosticato come affetto da parafilia. Blanchard e un certo numero di suoi colleghi hanno anche proposto che l'ebefilia diventi un disturbo mentale diagnosticabile nell'ambito del DSM-5 per risolvere la sovrapposizione dello sviluppo fisico tra pedofilia ed ebefilia combinando le categorie sotto disturbo pedofilo, ma con specificatori su quale fascia di età (o entrambi) è l'interesse principale. La proposta per l'ebefilia fu respinta dall'American Psychiatric Association, ma fu implementata la distinzione tra parafilia e disturbo parafilico.